# Jacques Hessemann
Jacques Hessemann (en allemand : Jakob Hessemann), né le 15 septembre 1844 à Bettviller et décédé le 13 septembre 1925 à Rohrbach-lès-Bitche, est un homme politique lorrain du pays de Bitche.
Il fut député de la circonscription de Bitsch-Rohrbach-Wolmünster au Landtag d'Alsace-Lorraine de 1911 à 1918.

## Biographie
Jacques Hessemann voit le jour le 15 septembre 1844 à Bettviller, dans l'arrondissement de Sarreguemines en Moselle. Après la défaite française de 1871, l'Alsace-Lorraine est annexée à l'Allemagne. La vie reprend doucement son cours et les affaires reprennent.
Dans le paysage politique régional, on assiste à l’implantation progressive des partis politiques de type allemand, corrélativement à l’émergence d’une politique régionale propre au Reichsland et à ses enjeux. Ces nouveaux enjeux le poussent, en 1911, à se présenter aux élections du Landtag d'Alsace-Lorraine, l'assemblée législative d'Alsace-Lorraine. Jacques Hessemann est élu député, siégeant avec l’étiquette Zentrum. Opposé aux socialistes du SPD, et aux libéraux du Elsässische Fortschrittspartei, Jacques Hessemann défend au Landtag une politique modérée. 
Jacques Hessemann mourut le 13 septembre 1925 à Rohrbach-lès-Bitche.

## Mandats électifs
- octobre 1911 - novembre 1918 : circonscription de Bitsch-Rohrbach-Wolmünster, groupe Zentrum.